# Wolfskeelmeister

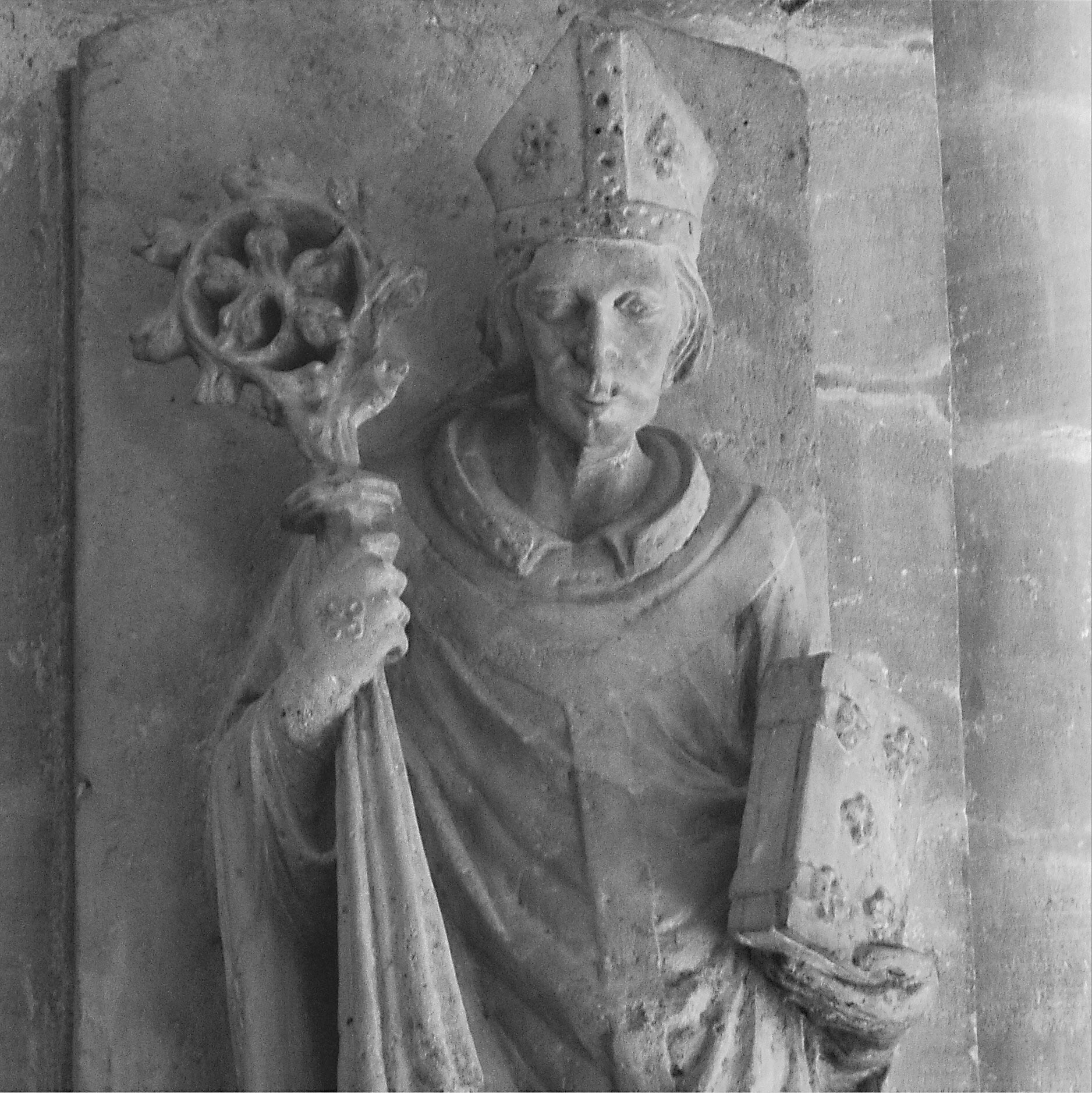
Grabmal Fürstbischof Friedrich von Hohenlohe († 1352), Bamberger Dom

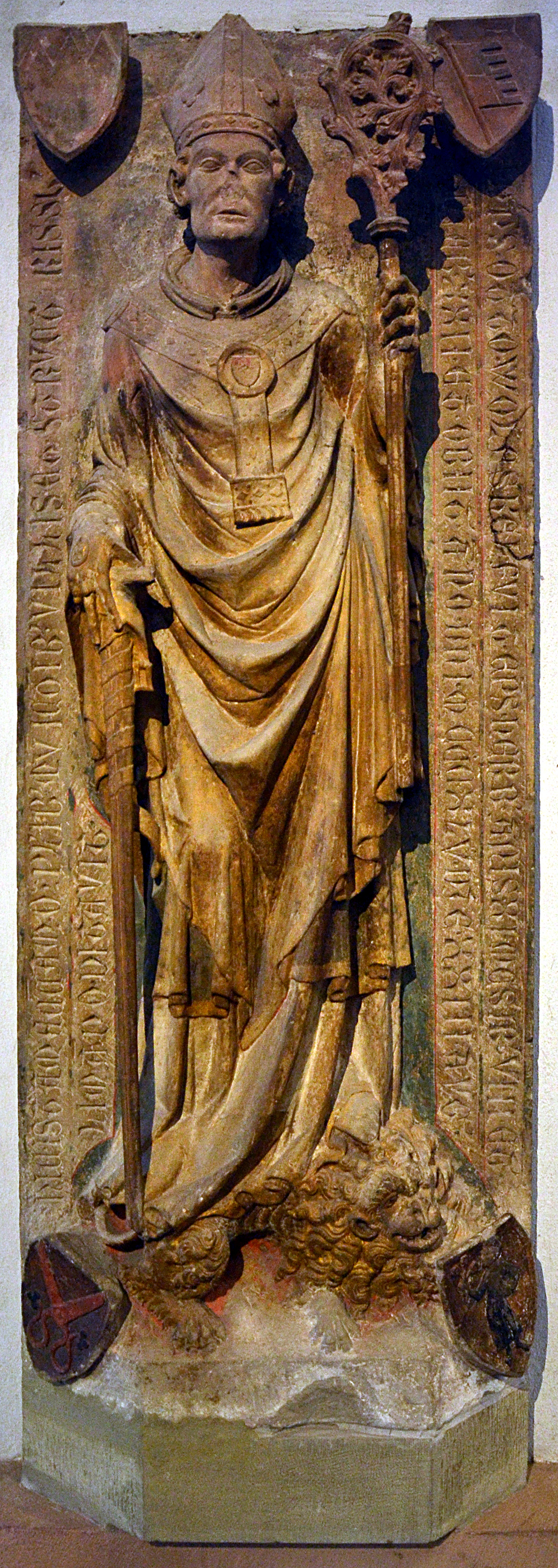
Grabmal Bischof Otto II.

Der Wolfskeelmeister ist ein namentlich nicht näher bekannter mittelalterlicher Bildhauer und daher mit einem Notnamen benannt nach einem seiner Hauptwerke, dem steinernen Grabmal des Bischofs Otto II. von Wolfskeel, das um 1348 entstand und sich im Würzburger Dom befindet. Die ihm zugeordneten Arbeiten zählen zu den bedeutendsten Werken der Plastik des 14. Jahrhunderts im deutschen Raum.

## Wirken
Dem Wolfskeelmeister werden als Schwerpunkt mehrere Grabmale für Würzburger und Bamberger Bischöfe zugeschrieben, die auch die Zeit seines Schaffens annähernd eingrenzen. Das früheste Werk ist das Epitaph für den Würzburger Bischof Wolfram Wolfskeel von Grumbach († 1333), gefolgt von Otto II. von Wolfskeel  († 1345) und Albrecht II. von Hohenlohe († 1372). Für die Bamberger Bischöfe fertigte er die Epitaphen von Friedrich I. von Hohenlohe († 1352) und Friedrich II. von Truhendingen († 1366). Als seine Wirkungsstätte erscheint Bamberg plausibel, da er auch im Bistum Bamberg Grabmale für Äbtissinnen der Zisterzienserinnen und deren Angehörigen gefertigt haben soll. Im Kloster Himmelkron werden ihm üblicherweise die Grabmale der ersten namentlich bekannten Äbtissin Agnes von Weimar-Orlamünde († 1354), des Grafen Otto VI. († 1340) und einem weiteren Grafen aus dem Hause Orlamünde zugeschrieben. Im Kloster Sonnefeld ist es das Grabmal der Äbtissin Anna von Henneberg († um 1363). Weitere Arbeiten befanden sich im übergeordneten Kloster Langheim, die heute zum Teil nicht mehr erhalten sind und im Kloster Heilsbronn.
Expertenmeinungen unterscheiden sich bei diesem Künstler, der nur durch seinen herausragenden Stil identifiziert werden kann. Daher wird er auch als Meister des Grabsteins des Otto II. von Wolfskeel bezeichnet und ist wahrscheinlich identisch mit dem Meister des Grabmals des Bischofs Albert von Hohenlohe. Die unter Meister der Bamberger Bischofsgräber im Dom zu Bamberg geführten Grabmale sind wohl ebenfalls aus seiner Hand.
Der Wolfskeelmeister stellt die Verstorbenen in überraschend realitätsnaher Weise dar und vermittelt in ihrer Gestaltung eine lebensvolle Diesseitigkeit. Die Arbeiten sind sehr detailreich ausgearbeitet. Sie vermitteln einen realistischen Eindruck über zeitgenössische Kleidung und die sonst noch abgebildeten Gegenstände. Die Figuren sind teilweise in einer geschwungenen Haltung dargestellt, deren Ausdruck noch durch Elemente wie den Faltenwurf unterstützt wird.